# Karl-Heinz Kiß
Karl-Heinz Kiß (* 28. Juni 1941 in Viernheim; † 15. Januar 2024 ebenda) war ein deutscher Fußballspieler. Im Premierenjahr der Fußball-Bundesliga, 1963/64, absolvierte der Stürmer bei Preußen Münster 24 Ligaspiele, in denen er drei Tore erzielte.

## Karriere
Karl-Heinz Kiß spielte seit der Jugend und bis 1962/63 bei den Grün-Weißen von Amicitia Viernheim in der 2. Liga Süd; im letzten Jahr des alten Ligasystems der erstklassigen Fußball-Oberligen, belegte er im süddeutschen Unterbau der Oberliga mit der Elf vom Waldstadion den siebten Rang. Vor der anstehenden WM 1962 in Chile wurde er von Bundestrainer Sepp Herberger für sein 50er-Aufgebot nominiert. Der Flügelstürmer wechselte zur Debütsaison der neu eingeführten Bundesliga zu Preußen Münster. Neben Kiß verpflichteten die Preußen aus der Domstadt noch die weiteren Offensivspieler Karl-Heinz Bente und Manfred Rummel. Beim Auftaktspiel der Bundesliga lief Kiß am 24. August 1963 für Preußen beim Heimspiel vor 30.000 Zuschauern gegen den Hamburger SV auf. Er spielte im damaligen WM-System auf Rechtsaußen und hatte es beim 1:1-Remis zumeist in den Zweikämpfen mit dem linken Verteidiger des HSV, Jürgen Kurbjuhn, zu tun. Zum Ende der Spielzeit stieg er mit Münster als 15. in der ursprünglichen 16er-Staffel ab. Am 30. Spieltag verabschiedete er sich mit Münster am 9. Mai 1964 mit einem 4:2-Heimerfolg gegen Hertha BSC aus der Bundesliga. Im Angriff war Münster mit Kiß, Bente, Rummel, Manfred Pohlschmidt und Hermann Lulka angetreten. Der vormalige 2. Ligaspieler aus dem Süden absolvierte 24 Bundesligaspiele und erzielte drei Tore. Nach dem Abstieg ging er mit den Preußen auf eine mehrwöchige Fernostreise. Sie führte die Delegation aus Münster nach Hongkong, Singapur, Sydney, Christchurch, Wellington, Adelaide, Melbourne, Fidschi-Inseln, Tahiti, San Francisco, Los Angeles, New York und über London und Düsseldorf wieder nach Hause.
Er blieb ein weiteres Jahr in Westfalen und spielte mit dem Bundesligaabsteiger 1964/65 in der Fußball-Regionalliga West. Mit Trainer Richard Schneider und an der Seite der Neuzugänge Klaus Ackermann, Werner Schütte, Bernd Gerstner, Helmut Heeren und Ernst Tippelt belegte Münster den achten Rang und verfehlte deutlich die sofortige Bundesligarückkehr. Sein letztes Regionalligaspiel für die Preußen absolvierte Kiß am 23. Mai 1965 bei der 0:2-Niederlage gegen Hamborn 07. Er spielte wiederum auf Rechtsaußen, daneben Falk Dörr, Tippelt, Heeren und Ackermann am linken Flügel. Nach 19 Regionalligaeinsätzen mit vier Toren im Westen streifte er sich zur Saison 1965/66 das Trikot des SV Waldhof Mannheim in der Fußball-Regionalliga Süd über.
Für Waldhof absolvierte er in drei Jahren 89 Spiele, in denen er 18 Tore erzielte. Im ersten Jahr, 1965/66, belegte er mit Waldhof den 3. Rang; er erzielte an der Seite von Mitspielern wie Wolfgang Höfig, Rolf Lederer und Klaus Sinn in 31 Ligaspielen sechs Tore. Zur Saison 1968/69 heuerte der Offensivspieler beim Ligarivalen SSV Reutlingen an, mit dem er gleichfalls in der Regionalliga Süd auf Punktejagd ging. Er absolvierte in drei Runden 78 Spiele und erzielte sechs Tore. Er spielte in Reutlingen unter den Trainern Richard Schneider (68/69), Werner Roth (69/70) und Pál Csernai (1970/71). Sein letztes Regionalligaspiel absolvierte Kiß am 19. Mai 1971 bei der 2:3-Auswärtsniederlage bei Opel Rüsselsheim. Nach insgesamt 186 Spielen in den Regionalligen West und Süd mit 28 Toren von 1964 bis 1971, ging er zur Saison 1971/72 in das Amateurlager zurück.
Zuletzt spielte er im Amateurbereich für die SG Hemsbach, Olympia Lorsch und den VfR Fehlheim.